# Раймунд II (виконт Нарбонны)
Раймон II (1030/31 — 1080/84) — виконт Нарбонна в 1066—1067. Старший сын Беренгера Нарбоннского и Гарсинды де Безалю.
Беренгер умер в 1067 году. Считается, что он ещё при жизни передал свои владения сыновьям.
Раймон II правил виконтством совместно с младшим братом — Бернаром. Около 1067 года Бернар сместил его, но при этом у Раймонда остались достаточно обширные владения.
Имя жены не известно. Французский историк-медиевист Тьерри Стассер (Thierry Stasser) предполагает, что она была дочерью Бернара Пеле, сеньора д’Андюз, — на основании патронима Пеле, который носили потомки Раймона.
В хартии 1068 года поклялся виконту Альби и Нима Раймонду Бернару и его жене Эрменгарде Каркассонской быть их союзником, и с согласия сыновей передал им многие земельные владения.
Дети:
- Бернар Пеле, основатель дворянского рода Нарбонн-Пеле.
- Беренгер
- Рихарда.

Сын Бернара Пеле Раймон де Нарбонн-Пеле (ум. после 1120) участвовал в Первом крестовом походе в составе отряда Раймунда Тулузского.
Его сын Бернар Пеле (ум. 1170/72), сеньор д’Алес, женился на Беатрисе де Мельгёй и стал графом Мельгёя.